# Gilles Bachelet

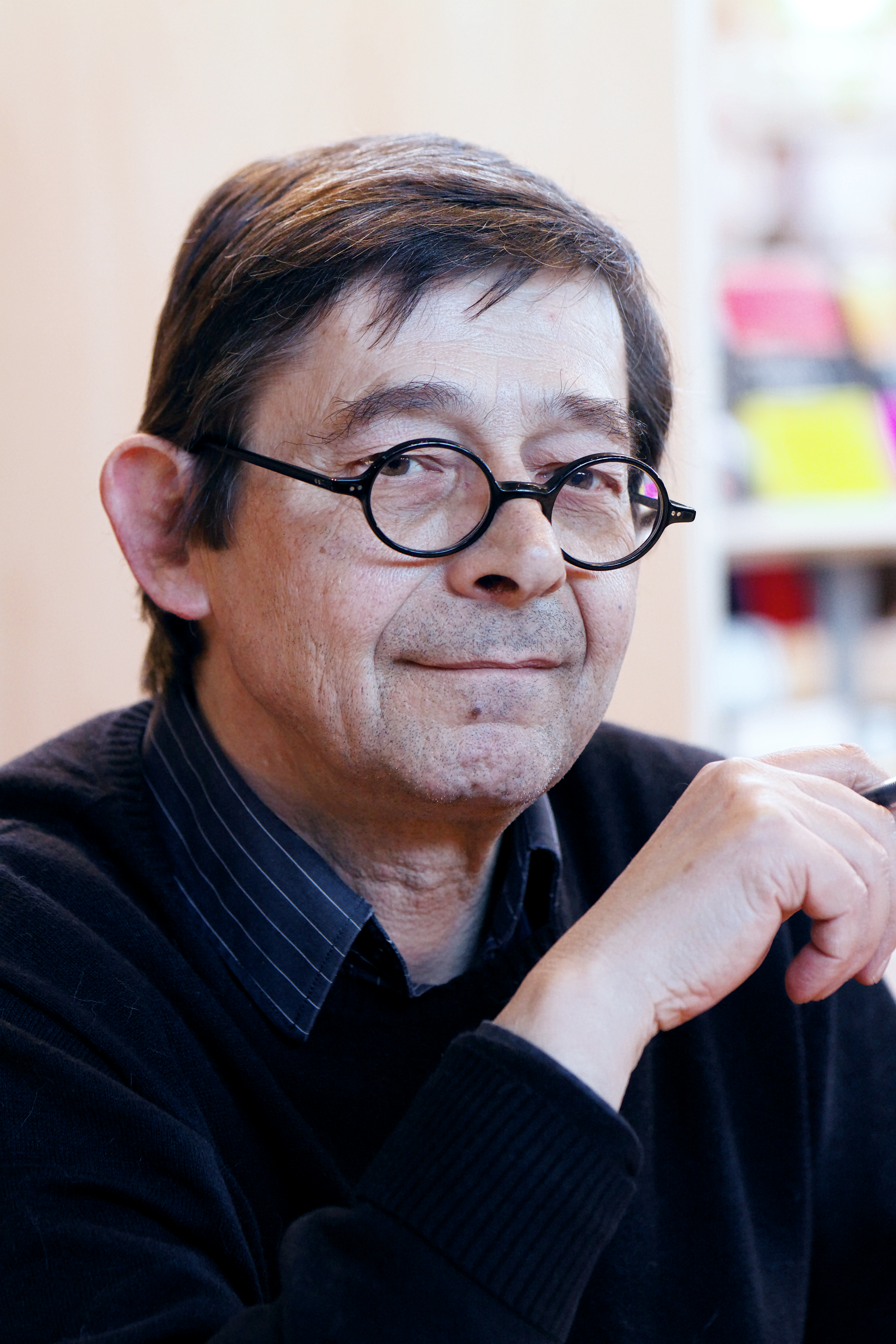
Gilles Bachelet

Gilles Bachelet (* 5. August 1952 in Saint-Quentin, Département Aisne, Frankreich) ist ein französischer Illustrator und Autor von Kinder- und Bilderbüchern.

## Leben
Bachelet verbrachte seine frühen Kindertage in der Nähe von Oloron-Sainte-Marie, Département Pyrénées-Atlantiques im Südwesten Frankreichs. Nachdem die Familie nach Paris zog, wurde er dort eingeschult. Da er dort lieber die Schule schwänzte und sich auf den Märkten der Rue Mouffetard herumtrieb, als am Unterricht am Lycée Henri IV teilzunehmen, wurde er jedoch nach zwei Jahren für sieben Jahre auf einem von katholischen Patern betriebenen Internat in Saint-Lô eingeschult. 1971 kehrte er nach Paris zurück und schrieb sich an der Fakultät für Bildhauerei ein und bereitete sich so auf den Besuch der École nationale supérieure des arts décoratifs in Paris vor.
Nach fünf Jahren hatte Bachelet sich bereits einen Namen als Zeichner und Illustrator in der Wirtschaft gemacht, dass er die Schule 1977 ohne Abschluss verließ und freiberuflich als Illustrator zu arbeiten begann. Zu seinen Kunden zählen die Zeitschriften L’Express, Lire, Marie Claire und andere, sowie Buchverlage und Werbefirmen. Seit 1980 wurden von ihm illustrierte Bücher und eigene, von ihm selbst geschriebene und illustrierte, Bücher sowohl in Frankreich als auch international verlegt.
Seit 2001 lehrt Bachelet die Fächer Illustration und Verlagstechnik an der École supérieure d'art de Cambrai in Cambrai in der Picardie.

## Ausstellungen
- 2006: Bibliothèque Marmottan in Boulogne-Billancourt bei Paris.

## Preise und Auszeichnungen
- 2004: Prix Baobab der Buchmesse und Jugendbuchausstellung von Montreuil für das Bilderbuch Mon chat le plus bête du monde.
- 2007: Prix Versele du Ligueur der Zeitschrift Le Ligueur der belgischen Ligue des Familles für Mon chat le plus bête du monde.
- 2012: Pépite de l'album ebenfalls in Montreuil für das Bilderbuch Mademe le Lapin Blanc.[1]

## Veröffentlichungen
- La Longue route des savants fou, Text von Marie Saint-Dizier. Éditions Hachette Jeunesse, Paris iwn
- Ice Dream, illustriert von Anne Deloebel, Crapule, Paris 1984.
  - Ice Dream. Harlin Quist, Paris 1998.
  - Eis-Traum. Carlsen, Hamburg 1999, ISBN 3-551-59512-7.
- Hôtel des voyageurs. Crapule, Paris 1986, ISBN 2-906310-05-0.
- Le monde merveilleux des volcans, Text von Katia Krafft. Éditions Hachette Jeunesse, Paris 1984.
  - deutsch von Michael Halevi, Text von Katia Krafft: Vulkane – Kraft aus der Erde. Breitschopf, Wien/Stuttgart 1987, ISBN 3-7004-0431-X.
- Le singe à Buffon. Seuil Jeunesse, Paris 2002, ISBN 2-02-053791-5.
- Mon chat le plus bête du monde. Seuil Jeunesse, Paris 2004, ISBN 2-02-066049-0.
  - deutsch von Edmund Jacoby: Die irrste Katze der Welt. Gerstenberg, Hildesheim 2007, ISBN 978-3-8067-5145-1.
- Champignon Bonaparte. Seuil Jeunesse, Paris 2005, ISBN 2-02-084962-3.
- Quand mon chat était petit. Seuil Jeunesse, Paris 2007, ISBN 978-2-02-095334-4.
  - deutsch von Kathrin Jockusch: Die irrste Katze der Welt – wie alles begann. Gerstenberg, Hildesheim 2009, ISBN 978-3-8369-5220-0.
- Des nouvelles de mon chat. Seuil Jeunesse, Paris 2009, ISBN 978-2-02-100489-2.
  - deutsch von Ina Kronenberger: Die irrste Katze der Welt – Liebe gut, alles gut. Gerstenberg, Hildesheim 2012, ISBN 978-3-8369-5445-7.
- Madame le Lapin Blanc. Seuil Jeunesse, Paris 2012, ISBN 978-2-02-109277-6.
  - deutsch von Ina Kronenberger: Kaninchen im Wunderland: Die wahre Geschichte. Gerstenberg, Hildesheim 2014, ISBN 978-3-8369-5789-2.
- Le chevalier de Ventre-à-Terre. Seuil Jeunesse, Paris 2014.
- Une histoire qui.... Seuil Jeunesse, Paris 2016.